# Jacques de l'Ange

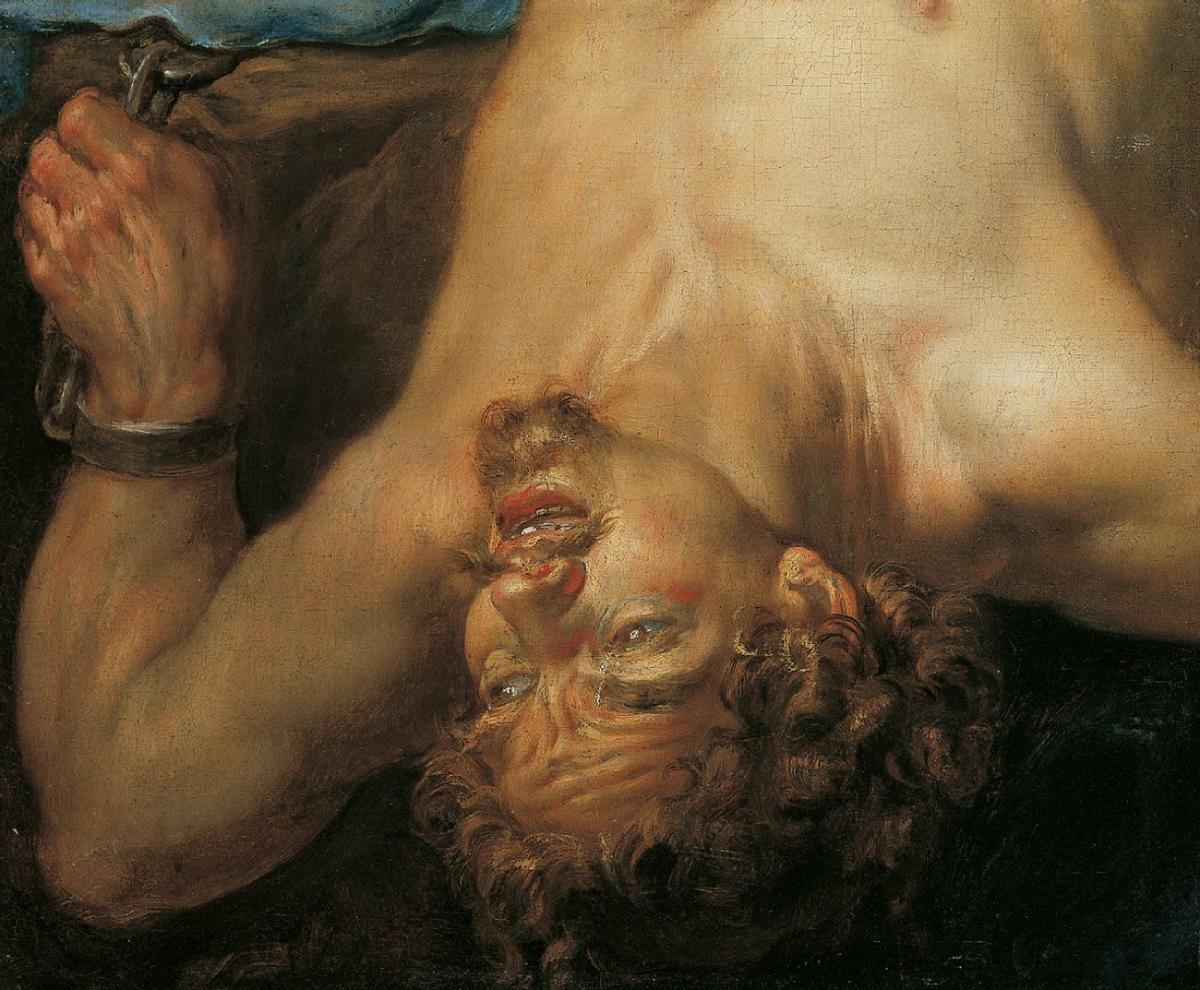
Prometheus geboeid

Jacques de l'Ange of de Monogrammist JAD (ca. 1621-1650) was een Vlaamse schilder van genrestukken en historische taferelen in caravaggistische stijl. Hij werd pas midden jaren 1990 herontdekt. Voordien werd zijn werk toegeschreven aan andere noordelijke caravaggisten, vooral van de Utrechtse school.

## Leven

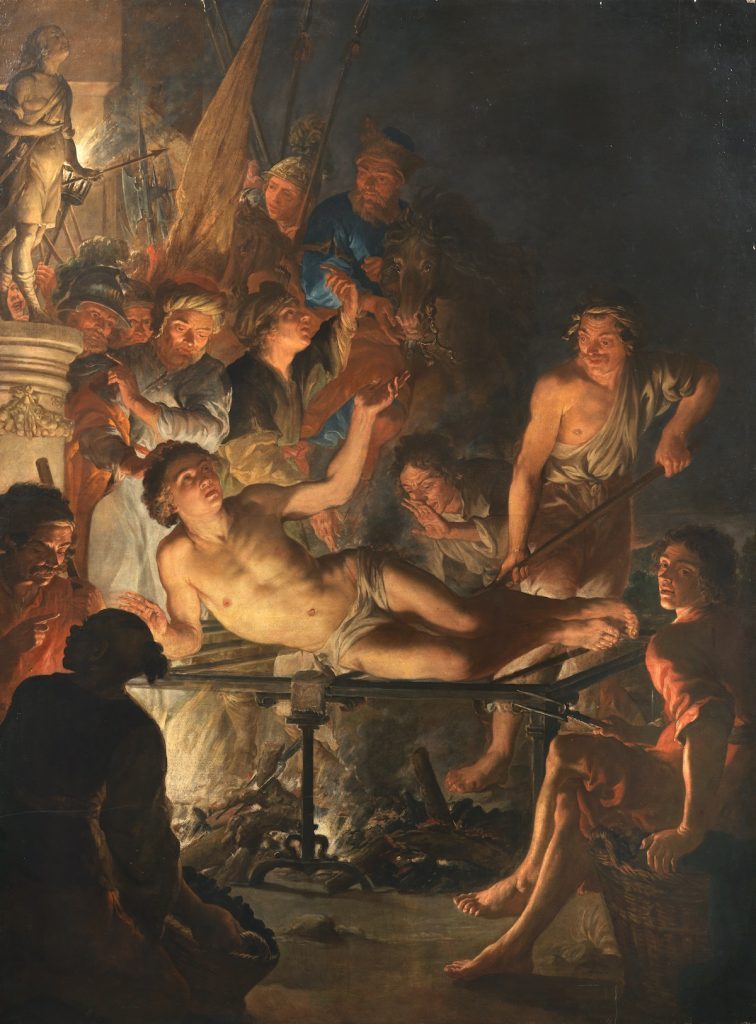
Het martelaarschap van Sint-Laurens (detail)

Er is weinig bekend over het leven van Jacques de l'Ange. Het is niet duidelijk of hij dezelfde is als Jacques (Jacob) De Langhe, een genre- en historieschilder die in het gildejaar 1632-1633 bij het Antwerpse Sint-Lucasgilde stond ingeschreven als leerjongen van Jan Cossiers. Als het inderdaad om een en dezelfde gaat, werd Jacques de l'Ange waarschijnlijk rond 1621 geboren. Na zijn opleiding schreef hij zich niet in als gildemeester en bleef hij dus waarschijnlijk in het atelier van zijn leermeester Jan Cossiers werken. Rond 1640 schilderde hij enkele werken onder zijn eigen naam.
Rond 1642 ging hij naar Italië. Er is nog geen direct documentair bewijs gevonden van zijn verblijfplaatsen daar, maar waarschijnlijk heeft hij een tijd in Napels gewoond. Daar lijkt hij, behalve door zijn Italiaanse tijdgenoten, ook te zijn beïnvloed door het werk van Matthias Stom, die er eerder actief was geweest.
Waarschijnlijk heeft hij maar enkele jaren in Italië gewerkt en stierf hij er rond 1644.

## Werk

### Herontdekking
De l'Ange werd pas in 1994 herontdekt door kunsthistoricus Bernhard Schnackenburg, die het verband wist te leggen tussen De Heilige Familie in het Noordbrabants Museum in 's-Hertogenbosch, dat was gesigneerd met het monogram JAD, en een aantal andere caravaggistische schilderijen. Voordien was de l'Ange alleen bekend als de "Monogrammist JAD".
Vóór zijn herontdekking werden zijn werken toegeschreven aan andere schilders, hoofdzakelijk van de Utrechtse school, zoals Gerard van Honthorst en Joachim von Sandrart. Zijn werk vertoont ook sterke gelijkenissen met dat van de Nederlandse schilder Matthias Stom, die in Napels enkele taferelen bij kaarslicht schilderde die de l'Ange duidelijk hebben beïnvloed. Allemaal schilderden ze net als de l'Ange in de stijl van Caravaggio, wat waarschijnlijk de reden is dat hij zo lang met hen werd verward. Ook zijn leermeester Jan Cossiers was eerst een navolger van Caravaggio en heeft diens werk mogelijk bestudeerd tijdens een verblijf in Rome.

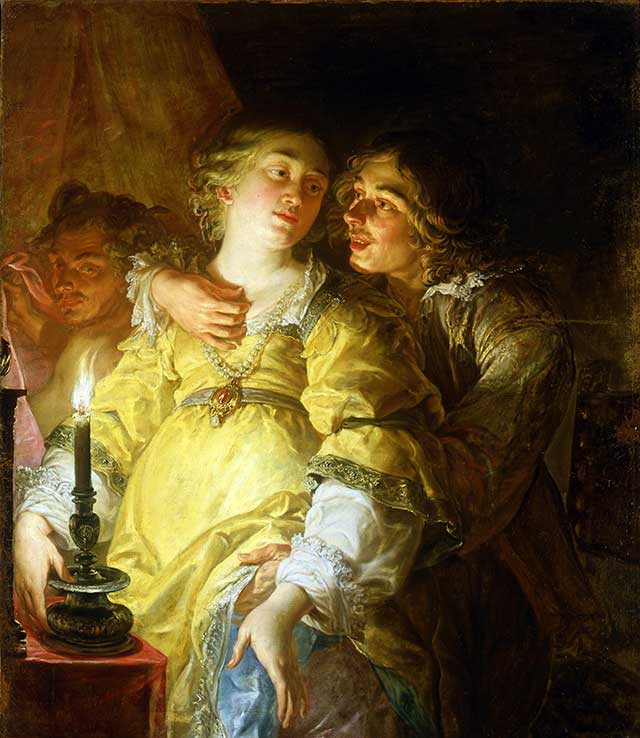
Allegorie van de wellust

### Thema's
In de werken die aan hem worden toegeschreven, schildert de l'Ange naast religieuze en mythologische onderwerpen ook historische en allegorische taferelen. Voorbeelden van religieuze en mythologische thema's zijn Prometheus geboeid (geveild bij Lempertz in Keulen op 19 mei 2007) en De Heilige Familie (Noordbrabants Museum, 's-Hertogenbosch), dat eerder werd toegeschreven aan Abraham van Diepenbeeck en Pieter van Lint. Voorbeelden van historiestukken zijn Het martelaarschap van Sint-Dimpna en Sint-Gerebernus (Staatsgalerie im neuen Schloß Schleißheim, Oberschleißheim), dat eerder aan Gerard Seghers werd toegeschreven, en twee versies van De dood van Seneca (privéverzamelingen), waarvan er een oorspronkelijk werd toegeschreven aan de kring van Matthias Stom.

### De zeven hoofdzonden
De l'Ange is vooral bekend om zijn reeks van zeven allegorische schilderijen over de zeven hoofdzonden. Hij maakte verschillende reeksen, wat aantoont hoe populair het onderwerp in die tijd was. Schilderijen uit de reeks bevinden zich onder andere in het Hermitage, het Milwaukee Art Museum, het Museumslandschaft Hessen Kassel en het Musée du Séminaire in Québec. (Het Hermitage schrijft de Allegorie van de ijdelheid weliswaar aan Joachim von Sandrart toe.) Een ander schilderij uit de reeks, de Allegorie van de wellust, werd teruggevonden in de collectie van de Galleria Parmeggiani in Reggio Emilia, waar het was toegeschreven aan Joachim von Sandrart en Matthias Stom.
Het Ashmolean Museum bezit een volledige reeks van de zeven werken op kleine schaal, geschilderd op koper. Vermoedelijk maakte de l'Ange sommige ervan als modelli (modellen) voor de grote schilderijen en andere als ricordi (bewaarstukken) nadat hij de reeks rond 1642 had voltooid. Het is echter niet zeker dat alle grote schilderijen ook daadwerkelijk zijn afgeraakt.
Net als andere caravaggisten speelde de l'Ange met de belichting om een dramatisch effect te creëren, zoals bijvoorbeeld in de Allegorie van de gulzigheid, waar de enkele kaars aan de rechterkant van de compositie voor dramatische schaduwen zorgt.
- Gemeinsame Normdatei: 13086983X
- RKD-Nederlands Instituut voor Kunstgeschiedenis: 56924
- Virtual International Authority File: 52804080